# Tereza Campello

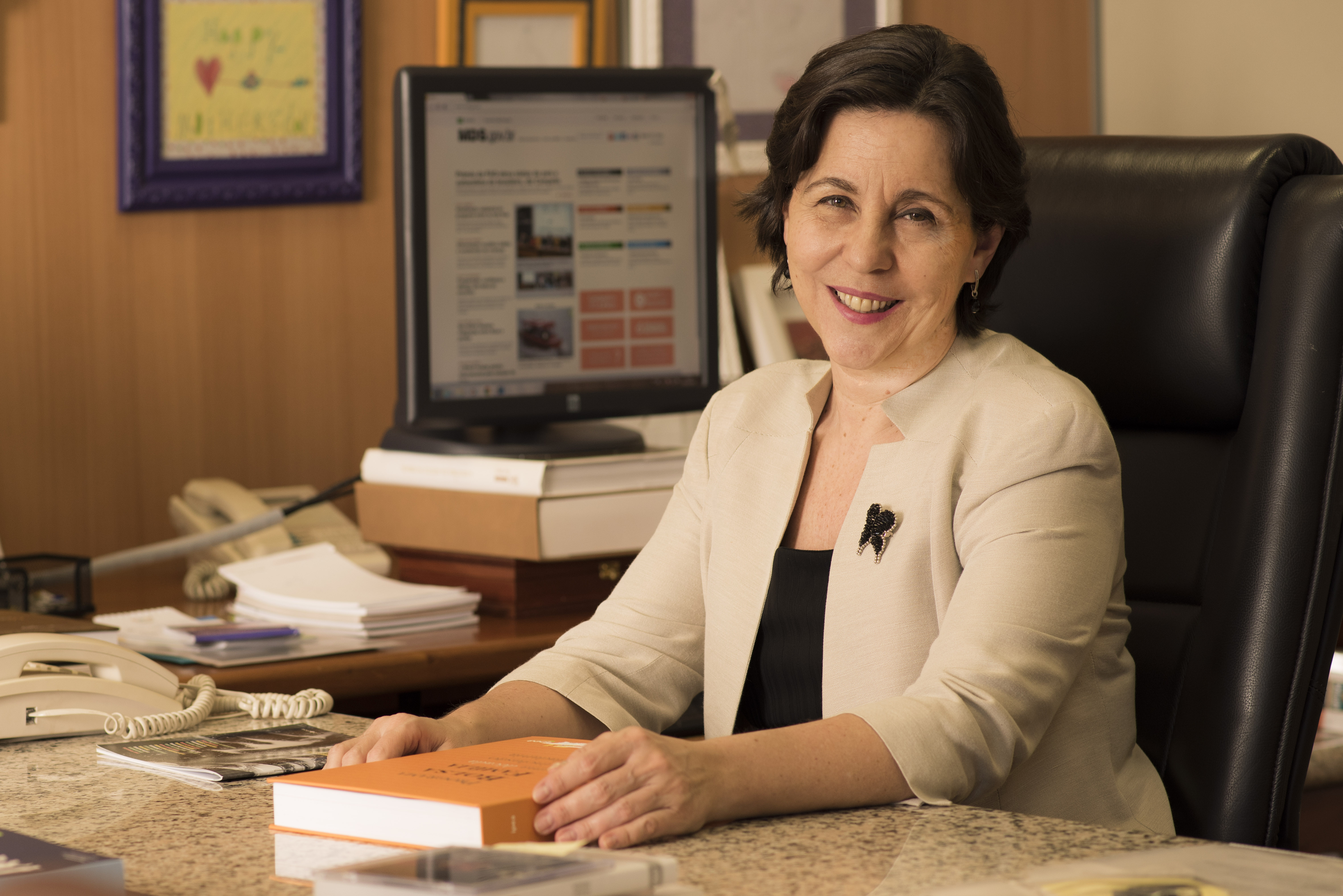
Tereza Campello

Tereza Helena Gabrielli Barreto Campello (* 12. August 1962 in Descalvado, Bundesstaat São Paulo) ist eine brasilianische Wirtschaftswissenschaftlerin und Politikerin des Partido dos Trabalhadores (PT). Sie gehörte dem Ersten und Zweiten Kabinett Dilma Rousseffs als Ministerin für Soziale Entwicklung und Kampf gegen den Hunger an.

## Leben
Campello wuchs im Landesinneren des Bundesstaates São Paulo auf. Sie graduierte in Wirtschaftswissenschaften an der Universidade Federal de Uberlândia (UFU) in Minas Gerais.
Ihre politische Laufbahn begann in Rio Grande do Sul, wo sie Paulo Ferreira, Parteifunktionär der Arbeiterpartei von Rio Grande do Sul, geheiratet hatte. Ab 1989 war sie Mitarbeiterin der ehemaligen Stadtpräfekten von Porto Alegre Raul Pont und Tarso Genro. Sie übernahm einen Posten im Regierungsamt des Gouverneurs Olívio Dutra und half ab 2002 Luiz Inácio Lula da Silva bei der Ausarbeitung des sozialen Wohlfahrtsprogrammes Bolsa Família.
Nach ihrer Wahl zur Präsidentin ernannte Dilma Rousseff Campello in Nachfolge von Márcia Lopes zur Ministerin für Soziale Entwicklung und Kampf gegen den Hunger.
Im September 2014 legte sie Beschwerde gegen einen Bericht des Tribunal de Contas da União (TCU, Bundesrechnungshof) ein, der die Effektivität der Umsetzung der Sozialprogramme des MDS bemängelte, obwohl bereits rund 36 Millionen der extrem Armen Hilfen zum Lebensunterhalt erhalten hatten.
Das Ministeramt bekleidete sie vom 1. Januar 2011 bis 12. Mai 2016. Nachfolger wurde im Kabinett des Interimspräsidenten Michel Temer der Bundesabgeordnete für Rio Grande do Sul Osmar Terra des Partido do Movimento Democrático Brasileiro (PMDB).

## Schriften
- Tereza Campello, Marcelo Cortes Neri (Hrsg.): Programa Bolsa Família. Uma década de inclusão e cidadania. Ipea, Brasília 2013, ISBN 978-85-7811-186-1.
- Tereza Campello, Tiago Falcão, Patricia Vieira da Costa (Hrsg.): O Brasil sem Miséria.  Ministério do Desenvolvimento Social e Combate à Fome. MDS, Brasília 2014, ISBN 978-85-60700-77-6. (Online).